# Чутка
Чу́тка (укр. Чу́тка) — правый приток реки Тясмин, протекающий по Кропивницкому (Кировоградская область), Черкасскому (Черкасская область) районам (Украина).

## География
Длина — 21, 26,3 км (0 км в Кировоградской области, 26,3 км — Черкасской). Площадь водосборного бассейна — 122, 126 км² (0 км² в Кировоградской области, 126 км² — Черкасской). Русло реки в нижнем течении (село Стецовка) находится на высоте 83,6 м над уровнем моря.
Русло извилистое, в верховье (Кировоградская область) пересыхает, в приустьевой части выпрямлено в канал (канализировано). Пойма верховья заболоченная, на в среднем и нижнем течении очагами занята лесными насаждениями. Уклон реки 2,5 м/км. Питание снеговое и дождевое. Ледостав неустойчивый, длится с декабря по март.
Берёт начало в селе Юхимово. Река в верховье течёт на север, затем, после пересечения административной границы Кировоградской и Черкасской областей — северо-восток. Впадает в реку Тясмин (на 2,9-км от её устья, в 1957 году — на 29-км) севернее села Стецовка. 
Притоки (от истока до устья): безымянные ручьи.
Населённые пункты на реке (от истока до устья):
Кропивницкий район
1. Юхимово

Черкасский район
1. Кудашево
2. Тарасо-Григоровка
3. Стецовка